# Entedononecremnus guamuchil
Entedononecremnus guamuchil is een vliesvleugelig insect uit de familie Eulophidae. De wetenschappelijke naam is voor het eerst geldig gepubliceerd in 2004 door Myartseva.